# Ubuntu GNOME
Ubuntu GNOME és un sistema operatiu basat en GNU/Linux i que es distribueix com a programari lliure. És un derivat oficial d'Ubuntu però en comptes d'usar l'entorn d'escriptori Unity, que Ubuntu va adoptar a partir de la seva versió 11.04, usa GNOME. La seva primera versió estable va estar basada en l'Ubuntu 12.10.

## Versions
| Versió actual | Versió sense suport | Versió amb suport | Futura versió |

| Versió    | Nom en clau      | Data de llançament   | Amb suport fins a | Observacions |
| --------- | ---------------- | -------------------- | ----------------- | --- |
| 12.10     | Quantal Quetzal  | 18 d'octubre de 2012 | Abril de 2014     | Primera versió. |
| 13.04     | Raring Ringtail  | 26 d'abril de 2013   | Desembre de 2013  | - Firefox substitueix GNOME Web (Epiphany) com a navegador predeterminat. - L'"Ubuntu Software Center" i l'"Update Manager" substitueix "GNOME Software (gnome-packagekit)". - LibreOffice 4.0 va estar disponible de manera predeterminada en lloc de Abiword i Gnumeric. |
| 13.10     | Saucy Salamander | 17 d'octubre de 2013 | Maig de 2014      | GNOME 3.8 |
| 14.04 LTS | Trusty Tahr      | 17 d'abril de 2014   | Abril de 2017     | Versió LTS (Suport tècnic estès) |
| 14.10     | Utopic Unicorn   | 23 d'octubre de 2014 | Julio de 2015     | - GNOME 3.10 - gnome-maps i gnome-weather instal·lats per defecte. - Sessió de GNOME Classic inclosa, seleccionable en l'inici. |
| 15.04     | Viviu Vervet     | 23 d'abril de 2015   | Desembre de 2015  | - GNOME 3.14 |
| 15.10     | Wily Werewolf    | 21 d'octubre de 2015 | Julio de 2016     | - GNOME 3.16 |
| 16.04 LTS | Xenial Xerus     | 21 d'abril de 2016   | Abril de 2019     | - GNOME 3.18 |

## Instal·lació

### Requisits
Característiques mínimes per a la instal·lació de l'Ubuntu GNOME 16.04:
- Processador a 1000 MHz.
- Memòria RAM d'1.5 GB.
- 7 GB d'espai lliure en el disc dur.
- Un lector de CD/DVD o un port USB per al dispositiu d'instal·lació.
- Connexió a Internet útil però no imprescindible (per instal·lar actualitzacions durant la instal·lació del sistema).

### Imatges ISO oficials
Les imatges ISO de Ubuntu GNOME poden descarregar-se des dels servidors de Ubuntu, i estan disponibles per a sistemes de 32 i 64 bits. Es poden descarregar tant per descàrrega directa com per la xarxa P2P Torrent, reduint així la càrrega dels servidors.